# Fading Like a Flower
«Fading Like a Flower (Every Time You Leave)» ― песня шведского поп-дуэта Roxette с их третьего студийного альбома Joyride. Выпущена в качестве второго сингла 17 апреля 1991 года. Это пятый хит дуэта, вошедший в десятку лучших в США и достигнувший 2-й позиции в Billboard Hot 100. Эта песня также вошла в десятку лучших хитов более чем в тринадцати странах.

## Ремикс Galantis (2022)
22 апреля 2022 года в рамках празднования тридцатилетия альбома «Joyride» (1991) вышел совместный сингл Roxette и шведской электронной группы Galantis на песню «Fading Like a Flower». На песню был выпущен официальный текстовый видеоклип. Сингл был выпущен в формате цифровой дистрибуции.

## Критика
В своем обзоре на альбом Joyride редактор AllMusic Брайан Бусс описал песню как болезненно красивую рок-балладу. Ларри Флик из Billboard написал, что дуэт замедлил темп уже знакомой баллады, которая должна затронуть все струны души. Шведская газета Expressen назвала песню мощной балладой и сравнила ее с песней «Listen to Your Heart». Дэйв Шолин из издания Gavin Report прокомментировал: Мир изголодался по настоящей поп-музыке. Новый релиз шведского дуэта заслуживает колокольчиков, свистков и других фанфар. Норвежская газета Glåmdalen заявила, что это одна из лучших песен на альбоме Joyride. Издание Music & Media написало, что это меланхоличная баллада. Брендон Виверс из Renowned for Sound сказал, что песня ― чистое золото, добавив, что хоть она затрагивает эмоциональный нерв, она также поднимает настроение гитарой Пера и изысканным вокалом Мари. Джей Ди Консидайн из Rolling Stone отметил изысканный вокал Фредрикссон.

## Музыкальный клип
Сопровождающее музыкальное видео на песню «Fading Like a Flower» было снято в Стокгольме и содержит изображения Стокгольмской ратуши.

## Трек-лист
Все песни написаны Пером Гессле.
- 7-inch and cassette single (Sweden 1364047 · UK TCEM190 · US 4KM-50355)

1. «Fading Like a Flower (Every Time You Leave)» — 3:51
2. «I Remember You» — 3:55

- 12-inch single (Europe 1364046)

1. «Fading Like a Flower (Every Time You Leave)» — 3:51
2. «I Remember You» — 3:55
3. «Fading Like a Flower (Every Time You Leave)» (Gatica Mix) — 3:57

- CD single (Europe 1364042)

1. «Fading Like a Flower (Every Time You Leave)» — 3:51
2. «I Remember You» — 3:55
3. «Physical Fascination» (Extended/Guitar Solo Version) — 4:00
4. «Fading Like a Flower (Every Time You Leave)» (Gatica Mix) — 3:57

## Чарты
| Чарт (1991—2019)                   | Высшая позиция |
| ---------------------------------- | -------------- |
| Австралия (ARIA)                   | 7              |
| Австрия (Ö3 Austria Top 40)        | 6              |
| Бельгия/Фландрия (Ultratop 50)     | 5              |
| Канада (RPM Top Singles)           | 2              |
| Канада (RPM Adult Contemporary)    | 9              |
| Denmark (IFPI)                     | 6              |
| Europe (European Hot 100 Singles)  | 5              |
| Finland (Suomen virallinen lista)  | 4              |
| Германия (GfK)                     | 5              |
| Венгрия (Single Top 40)            | 37             |
| Ирландия (IRMA)                    | 4              |
| Нидерланды (Dutch Top 40)          | 8              |
| Нидерланды (Single Top 100)        | 7              |
| Новая Зеландия (Recorded Music NZ) | 22             |
| Норвегия (VG-lista)                | 4              |
| Poland (LP3)                       | 1              |
| Spain (AFYVE)                      | 18             |
| Швеция (Sverigetopplistan)         | 5              |
| Швейцария (Schweizer Hitparade)    | 3              |
| Великобритания (UK Singles Chart)  | 12             |
| США (Billboard Hot 100)            | 2              |
| США (Billboard Adult Contemporary) | 5              |

| Чарт (1991)                       | Позиция |
| --------------------------------- | ------- |
| Australia (ARIA)                  | 60      |
| Austria (Ö3 Austria Top 40)       | 27      |
| Belgium (Ultratop 50 Flanders)    | 26      |
| Canada Top Singles (RPM)          | 11      |
| Canada Adult Contemporary (RPM)   | 59      |
| Europe (European Hot 100 Singles) | 37      |
| Germany (Official German Charts)  | 24      |
| Netherlands (Dutch Top 40)        | 90      |
| Netherlands (Single Top 100)      | 72      |
| Switzerland (Schweizer Hitparade) | 17      |
| US Billboard Hot 100              | 44      |
| US Cashbox                        | 30      |